# Guillermo Martínez (athlétisme)
Pour les articles homonymes, voir Guillermo Martínez, Martínez et López.
Guillermo Martínez López (né le 28 juin 1981 à Camagüey) est un athlète cubain spécialiste du lancer du javelot.

## Carrière
Le 23 août 2009, Guillermo Martínez remporte la médaille d'argent des Championnats du monde de Berlin avec 86,41 m, devancé par le Norvégien Andreas Thorkildsen.
Il remporte le titre des Jeux d'Amérique centrale et des Caraïbes de 2014 à Xalapa, au Mexique.

## Records
Sa meilleure performance est de 87,17 m, réalisée le 8 juillet 2006 à l'occasion du Meeting de Paris St Denis.

## Palmarès
| Date | Compétition                                      | Lieu                 | Résultat | Marque  |
| ---- | ------------------------------------------------ | -------------------- | -------- | ------- |
| 2005 | Championnats du monde                            | Helsinki             | 10e      | 72,68 m |
| 2006 | Jeux d'Amérique centrale et des Caraïbes         | Carthagène des Indes | 1er      | 84,91 m |
| 2007 | Jeux panaméricains                               | Rio de Janeiro       | 1er      | 77,66 m |
| 2007 | Championnats du monde                            | Osaka                | 9e       | 82,03 m |
| 2009 | Championnats d'Amérique centrale et des Caraïbes | La Havane            | 1er      | 82,16 m |
| 2009 | Championnats du monde                            | Berlin               | 2e       | 86,41 m |
| 2010 | Championnats ibéro-américains                    | San Fernando         | 1er      | 81,71 m |
| 2011 | Championnats d'Amérique centrale et des Caraïbes | Mayagüez             | 1er      | 81,55 m |
| 2011 | Championnats du monde                            | Daegu                | 3e       | 84,30 m |
| 2011 | Jeux panaméricains                               | Guadalajara          | 1er      | 87,20 m |
| 2014 | Festival des sports panaméricains                | Mexico               | 4e       | 77,20 m |
| 2014 | Jeux d'Amérique centrale et des Caraïbes         | Veracruz             | 1er      | 79,27 m |
| 2015 | Jeux panaméricains                               | Toronto              | 8e       | 74,79 m |
| 2015 | Championnats NACAC                               | San José             | 2e       | 78,15 m |